# Jack Klotz
John Stephen „Jack“ Klotz (* 5. Dezember 1932 in Chester, Pennsylvania; † 22. Mai 2020) war ein US-amerikanischer American-Football-Spieler. Er spielte als Offensive Tackle und Defensive Tackle in der American Football League (AFL) bei den New York Titans, den San Diego Chargers, den New York Jets sowie den Houston Oilers.

## Spielerlaufbahn
Jack Klotz studierte an der Widener University und spielte für deren unterklassigen Footballmannschaft als Tackle in der Defense und in der Offense Football. Im Jahr 1955 wurde er zum All American gewählt. 1956 wurde Jack Klotz von den Los Angeles Rams in der 18. Runde an 216. Stelle gedraftet. Klotz entschloss sich allerdings erst im Jahr 1960 ein Angebot der New York Titans anzunehmen, die in der neugegründeten AFL spielten. Trainer der Titans war Sammy Baugh, der Klotz sowohl in der Defense, als auch in der Offense zum Schutz des eigenen Quarterbacks einsetzte. 1962 übernahm Bulldog Turner das Traineramt bei den Titans und Klotz wechselte im Laufe der Saison zu den von Sid Gillman betreuten San Diego Chargers. Im folgenden Spieljahr wurden die Titans in Jets umbenannt und Weeb Ewbank übernahm das Amt des Head Coachs. Klotz kehrte nach New York City zu seinem ehemaligen Team zurück. Ein Titelgewinn gelang ihm weder mit den Titans, noch mit den Jets. Im Jahr 1964 hatte Sammy Baugh das Traineramt bei den Houston Oilers übernommen. Klotz wurde von den Oilers verpflichtet. Zu Beginn der Saison 1964 zog er sich eine Verletzung zu, welche seine Einsatzzeit limitierte. Nach der Saison beendete er seine Laufbahn. Er brauchte zwei Jahre um sich von seiner letzten Sportverletzung zu erholen.

## Nach der Laufbahn
Jack Klotz wurde nach seiner Laufbahn Trainer und Assistenztrainer bei verschiedenen unterklassigen Profifootballmannschaften. Von 1967 bis 1990 arbeitete er zudem als Assistenztrainer der Basketballmannschaft an seinem alten College. Klotz war ferner mit einer eigenen Firma in der Energiewirtschaft tätig. Nach dem Niedergang seiner Firma arbeitete er als Lehrer und ehrenamtlich in der Jugendfürsorge. Im Jahr 2010 wurde er in die Pennsylvania Sports Hall of Fame aufgenommen.

## Quelle
- William J. Ryczek, Don Maynard, Crash of the Titans: The Early Years of the New York Jets and the AFL, McFarland, 2009, ISBN 978-0-7864-4126-6

| Personendaten    | Personendaten                               |
| ---------------- | ------------------------------------------- |
| NAME             | Klotz, Jack                                 |
| ALTERNATIVNAMEN  | Klotz, John Stephan                         |
| KURZBESCHREIBUNG | US-amerikanischer American-Football-Spieler |
| GEBURTSDATUM     | 5. Dezember 1932                            |
| GEBURTSORT       | Chester (Pennsylvania), USA                 |
| STERBEDATUM      | 22. Mai 2020                                |